# Суэнвик, Майкл
Ма́йкл Суэнви́к (англ. Michael Swanwick, р. 18 ноября 1950 года) — американский писатель-фантаст. Его первый рассказ, «Поцелуй Муммера», был издан в 1979 году. Первый роман, «В зоне выброса», вышел в 1985 году. С тех пор писатель стал исключительно популярным в США, а все его следующие романы превращались в литературное событие. Жанр его произведений находится где-то между твёрдой фантастикой и киберпанком.
Живёт в Филадельфии, штат Пенсильвания.
Жена — Мэрианн Портер, микробиолог.

## Премии
Лауреат литературных премий Хьюго, Небьюла, Аэлита, «Всемирной премии фэнтези» и других.

### Романы
- «В зоне выброса» (In the Drift, 1985)
- «Вакуумные цветы» (Vacuum Flowers, 1987)
- «Путь прилива» (Stations of the Tide, 1991) — Премия Небьюла
- «Дочь железного дракона» (The Iron Dragon’s Daughter, 1993)
- «Джек\Фауст» (Jack Faust, 1997)
- «Кости земли» (Bones of the Earth, 2002)
- «Драконы Вавилона» (The Dragons of Babel, 2008)[5]
- «Танцы с медведями» (Dancing With Bears, 2011)
- «Мать железного дракона» (The Iron Dragon's Mother, 2019)

### Повести и рассказы
- «Праздник Святой Дженис» (The Feast of Saint Janis, 1980)
- «Гигунгагап» (Ginungagap, 1980)
- «Поцелуй Муммера» (Mummer Kiss, 1981) — вошёл в роман «В зоне выброса»
- Til Human Voices Wake Us (1981)
- Touring (1981) — в соавторстве с Джеком Данном[вд] (Jack Dann) и Гарднером Дозуа (Gardner Dozois)
- Walden Three (1981)
- Snow Job (1982) — в соавторстве с Гарднером Дозуа
- «Человек, который встретил Пикассо» (The Man Who Met Picasso, 1982)
- Marrow Death (1984) — вошёл в роман «В зоне выброса»
- «Ледниковый период» (Ice Age, 1984)
- Afternoon at Schrafft’s (1984) — в соавторстве с Джеком Данном и Гарднером Дозуа
- «Троянский конь» (Trojan Horse, 1984)
- When the Music’s Over (1984)
- Virgin Territory (1984) — также издавался, как «Золотые яблоки Солнца» (Golden Apples of the Sun, 1990); в соавторстве с Джеком Данном и Гарднером Дозуа
- «Трансмиграции Филипа К.» (The Transmigration of Philip K, 1985)
- «Боги Марса» (The Gods of Mars, 1985) — в соавторстве с Джеком Данном и Гарднером Дозуа
- «Кто здесь из Юты?» (Anyone Here from Utah?, 1985)
- «Слепой минотавр» (The Blind Minotaur, 1985)
- «Поединок» / «Собачий бой» (Dogfight, 1985) — номинировался на Locus Award’86, Hugo Award’86, Nebula Award’85, SF Chronicle Award’85; в соавторстве с Уильямом Гибсоном
- Covenant of Souls (1986)
- Foresight (1987)
- The Dragon Line (1988)
- A Midwinter’s Tale (1988)
- The Overcoat (1988)
- «Снежные ангелы» (Snow Angels, 1989)
- The Edge of the World (1989) — Theodore Sturgeon Memorial Award’89
- «НЛО» [U F O] (1990)
- Writing In My Sleep (февраль-октябрь 1991) — девять микрорассказов
- Fantasies (1991) — в соавторстве с Тимом Салливаном (Tim Sullivan)
- «Беспроводная глупость» (The Wireless Folly, февраль 1992)
- «Концерт» (In Concert, 1992)
- «Холодное железо» (Cold Iron, 1993) — отрывок из романа «Дочь железного дракона»
- Picasso Deconstructed: Eleven Still-Lifes (1993)
- The Changeling’s Tale (1994)
- «Маска» (The Mask, 1994) — переделан в 2000 году для сборника [Cigar-Box Faust]
- «Город Бога» (The City of God, 1995) — в соавторстве с Гарднером Дозуа
- North of Diddy-Wah-Diddy (1995)
- «Радиоволны» (Radio Waves, 1995) — «Всемирная премия фэнтези’96»
- Walking Out (1995)
- «Корабли» (Ships, 1996) — в соавторстве с Джеком Данном
- The Dead (1996)
- An Abecedary of the Imagination (1996)
- Mother Grasshopper (1997)
- The Wisdom of Old Earth (1997)
- Wild Minds (1998)
- Radiant Doors (1998)
- Ancestral Voices (1998) — в соавторстве с Гарднером Дозуа
- Microcosmic Dog (1998)
- «Полуночный экспресс» (Midnight Express, 1998)
- Archaic Planets: Nine Excerpts from the Encyclopedia Galactica (1998) — в соавторстве с Шоном Суэнвиком (Sean Swanwick)
- Vergil Magus: King Without Country (1998) — недописанный умершим Авраамом Дэвидсоном (Avram Davidson) рассказ, завершённый Суэнвиком
- «Машины бьётся пульс» (The Very Pulse of the Machine, 1998) — Hugo Award’99
- «Древние механизмы» (Anciet Engines, 1999)
- «Зелёный огонь» (Green Fire, 1999) — в соавторстве с Эйлин Ганн (Eileen Gunn), Энди Дунканом (Andy Duncan) и Пат Мёрфи
- «Великий день бронтозавра» (Riding the Giganotosaur, 1999)
- «Скерцо с тираннозавром» (Scherzo with Tyrannosaur, 1999) — Hugo Award’2000
- Puck Aleshire’s Abecedary (1997—1999) — составлен из 26 микрорассказов, написанных в разное время
- The Raggle Taggle Gypsy-O (2000)
- The Madness of Gordon Van Gelder (2000)
- Mickelrede, or, The Slayer and the Staff (2000) — недописанный умершим Авраамом Дэвидсоном рассказ, завершённый Суэнвиком
- «Лунные гончие» (Moon Dogs, 2000)
- Humanity 2.1 (2001)
- After Science Fiction Died (2001)
- Minor Planets: Phoebe (2001)
- Cigar-Box Faust (2001)
- «Пёс сказал гав-гав» (The Dog said Bow-Wow, 2001) — Hugo Award’02
- «Охота на белое великолепие» (Hunting the Great White, 2001)
- Teller (2001)
- «Периодическая таблица научной фантастики. Элементы с 1 по 25» (Periodic Table of Science Fiction 1-25, 2001) — составлен из 25 микрорассказов
- «Периодическая таблица научной фантастики. Элементы с 26 по 100» (Periodic Table of Science Fiction 26-100, 2001—2002) — ещё 75 микрорассказов
- Hello, said the Stick (2002)
- Ubiquitous Computing (2002)
- One Fine Morning in Spring… (2002)
- The Moon-Poet (2002)
- Death and the Housekeeper (2002)
- His Flea Wife (2002)
- Pirates (2002)
- Jack Hammett, Precognitive Detective (2002)
- Scribble, Scribble, Scribble (2002)
- What Would Bob the Angry Flower Do? (2002)
- Warren Zevon (2002)
- Slow Life (2002)
- nissassA (2003)
- The Court of Public Opinion (2003)
- Like the Boiled Eggs in Isaac Asimov (2004)
- Inconsequence and Moonlight — не опубликован

### Статьи, эссе, литературоведческие работы
- «Постмодернизм: руководство пользователя» (A User’s Guide to the Postmoderns, 1986)
- «Странный случай Рафаэля Алосиуса Лафферти» (The Strange Case of Raphael Aloysius Lafferty, 1993)
- «Гибель волхва: два мифа» (The Death of the Magus: Two Myths, 1994)
- «В традиции…» (In the Tradition…, 1994)
- «Год 2000. Короткая форма в фантастике»
- «Быть Гарднером Дозуа» (Being Gardner Dozois, 2001) — Locus Award’02